# Långgrynnan (Vaasa)
Långgrynnan est une île de l'archipel de Vaasa en Finlande,.

## Géographie
L'île est située à environ 37 kilomètres au sud-ouest de Vaasa.
La superficie de l'île est de 5,8 hectares et sa longueur maximale est de 0,7 kilomètre dans le sens nord-sud.
Långgrynnan, est principalement couverte d'une forêt mixte.